# Ectopatria eugraphica
Ectopatria eugraphica là một loài bướm đêm trong họ Noctuidae.